# 도가 (요가)

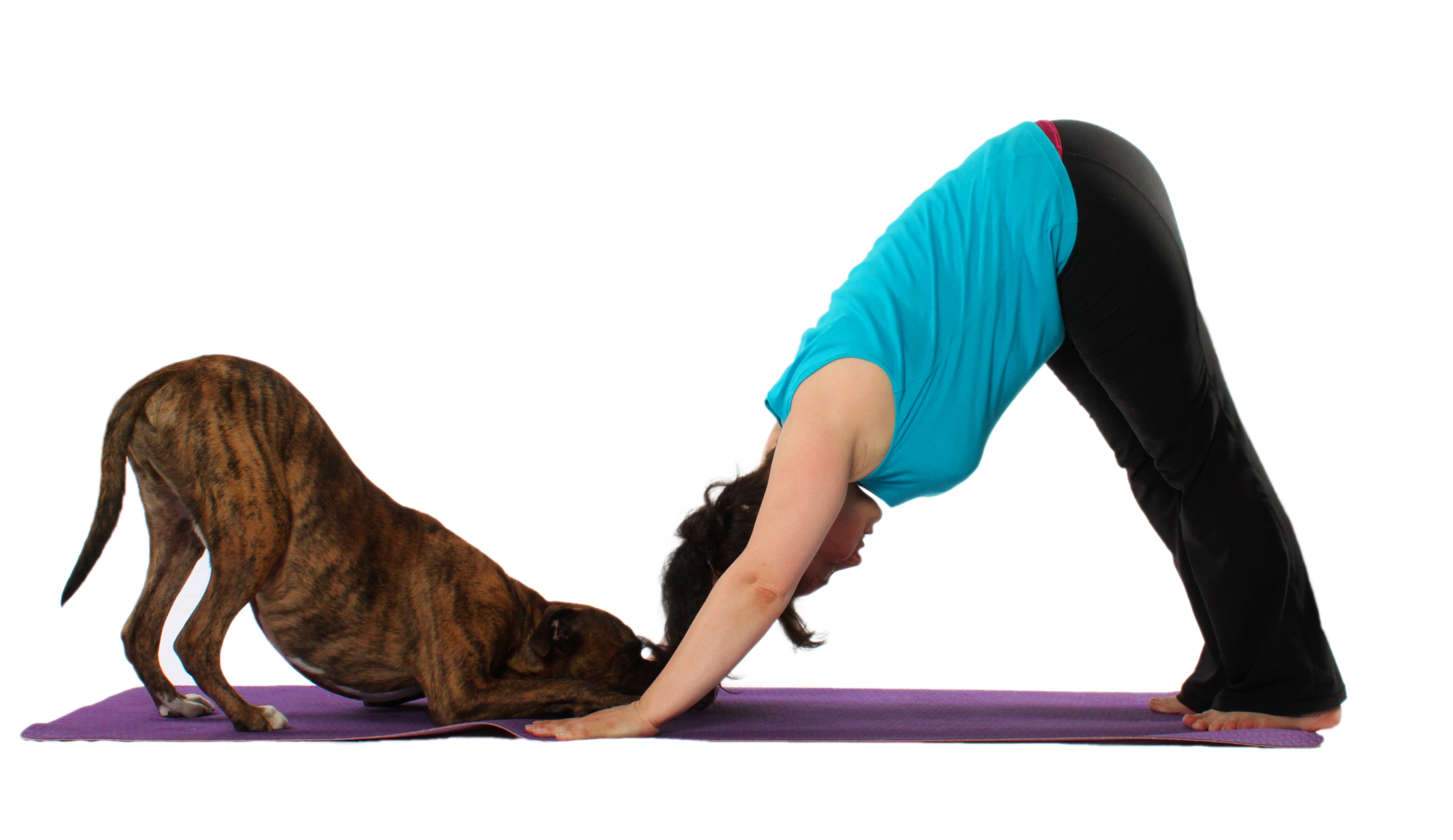
강아지를 위한 요가

도가(Doga)는 개나 강아지만을 위한 요가이다. 미국에서는 도가의 인기가 가장 높다고 한다.

## 같이 보기
- 구경각